# Genoplesium alticola
Genoplesium alticola är en orkidéart som beskrevs av David Lloyd Jones och Bruce Gray. Genoplesium alticola ingår i släktet Genoplesium och familjen orkidéer.
Artens utbredningsområde är Queensland. Inga underarter finns listade i Catalogue of Life.